# Heinis (automerk)
Heinis was een Frans automerk. De onderneming Établissements Charles Heinis uit Neuilly-sur-Seine begon in 1925 met de productie van auto's. Reeds in 1930 werd de productie stopgezet.

## Modellen
Verschillende viercilindermodellen met motoren van S.C.A.P. met 1100 cm³, 1170 cm³ en 1690 cm³ cilinderinhoud. Daarnaast was er één model met een achtcilindermotor van Lycoming met 5000 cm³ inhoud.